# Grotta Corbeddu
La grotta Corbeddu si trova nel territorio di Oliena, comune della provincia di Nuoro, in Sardegna. In questa grotta trovava rifugio il famoso bandito sardo Giovanni Corbeddu, da cui ha preso il nome.

## Descrizione e storia
La grotta è lunga circa 130 metri ed è composta essenzialmente da tre "sale". Al suo interno sono stati fatti importanti ritrovamenti archeologici, in particolare alcuni resti umani datati a circa 20.000 anni fa, che costituiscono la più antica testimonianza dell'Homo sapiens in Sardegna. Altri rinvenimenti di ossa umane, riferibili sempre alla fase finale del Paleolitico, comprendono un osso mascellare ed un osso temporale. Un'analisi paleoantropologica ha dimostrato una certa differenziazione, probabilmente dovuta all'isolamento, fra queste popolazioni e le altre popolazioni presenti nella stessa epoca sul continente Europeo.
Sono stati scoperti inoltre attrezzi in osso e in pietra che venivano utilizzati da queste genti preistoriche nella loro vita quotidiana. La grotta, come testimoniato da ulteriori reperti, fu abitata anche durante il periodo Neolitico. Oltre alle ossa umane nella grotta erano presenti numerose ossa di animali oggi estinti come il Megaloceros cazioti e il Prolagus sardus.